# 1992 في كندا
فيما يلي قوائم الأحداث التي وقعت خلال عام 1992 في كندا.

## رياضة
- 14 يونيو – جائزة كندا الكبرى 1992 الفائز غيرهارد بيرغر.

## ظهور
- 1 يناير – ثري دايز غرايس
- 1 يناير – سيدة السلام

## أفلام
من الأفلام التي صدرت هذه السنة في كندا:
- 1 ديسمبر – لبيع الحرب

## برامج ومسلسلات وأنمي
- مغامرات تان تان
- هايلاندر

## كتب
من الكتب التي صدرت هذه السنة في كندا:
- 1 سبتمبر – المريض الإنجليزي من تأليف Michael Ondaatje [الإنجليزية]‏.

## مواليد

### فبراير
- 9 فبراير – آفان جوجيا ممثل كندي.

### مارس
- 23 مارس – فانيسا مورغان ممثلة كندية.

### أبريل
- 1 أبريل – غابرييلا دابروفسكي لاعبة كرة مضرب كندية.
- 10 أبريل – أريك ميتشيل طائر تزلج كندي.
- 20 أبريل – جيجي غورجوس

### مايو
- 7 مايو – الكسندر لودفيج

### سبتمبر
- 4 سبتمبر – كيناو بوست لاعب كرة سلة كندي.
- 15 سبتمبر – كاثرين بلوف لاعبة كرة سلة كندية.
- 15 سبتمبر – ميشيل بلوف لاعبة كرة سلة كندية.
- 28 سبتمبر – خيم بيرش لاعب كرة سلة كندي.

### أكتوبر
- 18 أكتوبر – سبنسر لوفرانكو ممثل كندي.

### نوفمبر
- 22 نوفمبر – ناتالي أشونوا لاعبة كرة سلة كندية.
- 27 نوفمبر – فيليب سكروب لاعب كرة سلة كندي.

### ديسمبر
- 2 ديسمبر – سيم بولار لاعب كرة سلة كندي.

## وفيات

### مارس
- 11 مارس – ليلي ماي بيري (مواليد 1895) عالمة نبات من الولايات المتحدة الأمريكية.

### أبريل
- 19 أبريل – مقتل كريستين فرنش (مواليد 1976)

### يوليو
- 30 يوليو – جو شوستر (مواليد 1914)